# Zdechovice (kraj pardubicki)
Zdechovice – wieś i gmina w Czechach, w powiecie Pardubice, w kraju pardubickim. 1 stycznia 2014 liczyła 621 mieszkańców.